# 壩堰(機場)駅
壩堰  (機場)駅（はせき(きじょう)-えき、モンゴル語：ᠪᠠᠶᠠᠨ
(ᠨᠢᠰᠬᠡᠯ ᠦᠨ
ᠪᠠᠭᠤᠳᠠᠯ)　転写：Bayan (niskel-un baɣudal)）は中華人民共和国内蒙古自治区(内モンゴル自治区)フフホト市サイハン区に位置するフフホト地下鉄1号線の駅。フフホト白塔国際空港のターミナルに直結している。2023年11月1日から乗客の便宜を図り、案内上の駅名が壩堰（機場）（国内航站楼）駅（中国語: 坝堰（机场）（国内航站楼）站、モンゴル語：ᠪᠠᠶᠠᠨ
 (ᠨᠢᠰᠬᠡᠯ ᠦᠨ
 ᠪᠠᠭᠤᠳᠠᠯ)
(ᠤᠯᠤᠰ᠎ᠤ᠋ᠨ
 ᠳᠣᠲᠣᠭᠠᠳᠤ᠎ᠶ᠋ᠢᠨ
 ᠠᠶᠠᠯᠠᠯ᠎ᠤ᠋ᠨ
 ᠥᠷᠲᠡᠭᠡᠨ᠎ᠦ᠌ 
ᠠᠰᠠᠷ)）に変更された。

## 沿革
建設時の仮駅名は「壩堰村駅」であった。
- 2019年12月29日 - 開業[2]。
- 2023年11月1日 - 旅客案内上の名称が「壩堰（機場）（国内航站楼）駅」に変更される[1]。

## 駅構造
- 全長118メートル、幅20.3メートルの高架駅で、地上3階建ての駅舎となっており、ホームは島式1面2線の構造となっている[3]。また、駅のコンコースと出入口は地上に設置されており、出入り口は駅舎の南西側にある[4]。

## 駅周辺
- フフホト白塔国際空港